# Armandinho
Armandinho (eigentlich Armando Augusto Salgado Freire, * 11. Oktober 1891 im Alfama-Viertel in Lissabon; † 21. Dezember 1946 in Lissabon) war ein portugiesischer Gitarrist und Komponist des Fado.

## Leben
Vom Vater erlernte Armando Augusto Freire das Mandolinenspiel (portugiesisch Bandolim), bevor er sich im Alter von 12 Jahren der Portugiesischen Gitarre zuwendete, als Bewunderer des damals populären Gitarristen Petrolino (1859–1933).
Er nahm verschiedene Tätigkeiten an, darunter Schuhmacher, Matrose und Arbeiter in einer Streichholzfabrik. Im Laufe der 1920er Jahre profilierte er sich als Begleitung in Fadolokalen, so dass seine Popularität und seine Engagements zunahmen und er ab Ende der 1920er Jahre sich beruflich ganz dem Gitarrenspiel widmen konnte. 1925 war er Mitbegründer der SECTP (Sociedade de Escritores e Compositores Teatrais Portugueses, dt.: Gesellschaft der portugiesischen Schriftsteller und Theater-Komponisten), der heutigen Verwertungsgesellschaft Sociedade Portuguesa de Autores. 1926 nahm er erstmals Schallplatten auf, für Columbia Records, in Portugal von Valentim de Carvalho vertrieben.
Seine große Popularität in Kreisen der Musikfreunde führten ihn auf Gastspielreisen auch ins Ausland, so 1933 in die damaligen portugiesischen Kolonien Angola und Mosambik, 1935 nach Argentinien, Brasilien und Uruguay und 1943 nach Großbritannien. Auch bei Amália Rodrigues’ erstem Auftritt im Ausland, 1943 in Madrid, begleitete er sie, nachdem er sie bereits bei ihren wegweisenden Engagements im Fadolokal Retiro da Severa ab 1939 begleitet hatte.
Nachdem er mehrmals die Schallplattenfirma gewechselt hatte, nahm er von 1944 bis zu seinem Tod 1946 wieder für Columbia mit Vertrieb durch die Valentim de Carvalho auf.

## Rezeption
Armandinho war für sein virtuoses und innovatives Gitarrenspiel bekannt geworden. Als Solist vermochte er einen lyrischen, von einfühlsam wechselnden Tempi gekennzeichneten Stil zu entwickeln, der neue Ausmaße an Ausdruck und Intensität erreichte. Als Begleitung verlieh er der portugiesischen Gitarre im Fadovortrag erstmals zu größerer Bedeutung. So leitete er Stücke als erster mit einem kurzen Solo ein und vermochte in seiner Begleitung in bisher unbekanntem Ausmaß mit dem Gesang zu harmonieren und sich im Wechselspiel mit diesem zudem gegenseitig zu betonen. Er gilt daher als der bedeutendste Erneuerer der portugiesischen Gitarre im Fado. Seine zahlreichen Schallplattenaufnahmen unterstrichen zudem seine Bedeutung und unterstützten seine Bekanntheit. Armandinho beeinflusste die nachfolgenden Generationen der Interpreten der Portugiesischen Gitarre damit nachhaltig, und seine Aufnahmen werden bis heute immer wieder veröffentlicht.
Auch als Komponist und als Sammler und Chronist von Fadostücken erlangte er große Bedeutung für die Geschichte des Fados.
In Lissabon und in Odivelas wurden Straßen nach ihm benannt.